# Synagoge van El Tránsito
De Synagoge van El Tránsito (Spaans: Sinagoga del Tránsito; letterlijk 'de doorgangssynagoge'), ook bekend als de Synagoge van Samuel Halevi, is een historische synagoge, kerk en Sefardisch museum in Toledo, Spanje. Het werd tussen 1355 en 1357 gebouwd als bijgebouw van het paleis van Samuel Halevi, de penningmeester van koning Peter I van Castilië.
Mogelijk stond Peter I de bouw ervan toe om de Joden van Toledo te compenseren voor de anti-joodse pogroms die gepaard gingen met de komst van de Zwarte Dood. Uiteindelijk viel Halevi uit de gratie bij de koning, die hem in 1360 liet martelen tot de dood erop volgde.
Na de verdrijving van de Joden uit Spanje in 1492 werd de synagoge omgebouwd tot kerk. Het werd door koning Ferdinand en zijn vrouw koningin Isabella geschonken aan de Orde van Calatrava. In de periode als kerk kreeg het gebouw de naam El Tránsito, wat verwijst naar de Tenhemelopneming van Maria.
Tijdens de Napoleontische oorlogen van begin 19e eeuw werd het kort gebruikt als militaire kazerne.
Het gebouw verkeert in een goede staat van bewaring en werd in 1877 een rijksmonument. De transformatie van het gebouw naar het museum, Museo Sefardí geheten, begon rond 1910. In 1964 werd het bij koninklijk besluit officieel opgericht.

## Architectuur
Ten tijde van de bouw moesten synagogen kleiner en lager zijn dan kerken. De gebedsruimte is rechthoekig en meet 23 bij 9,5 meter, en het plafond is 12 meter hoog. De gebedsruimte is voorzien van polychroom stucwerk in Nasrid-stijl, meerlagige bogen, een massief plafond in Mudejarstijl, Hebreeuwse en Arabische inscripties, en citaten uit Psalmen. Ook zijn er christelijke elementen in de architectuur die muqarnas-ornamenten vermengen met heraldiek. De versiering draagt het Halevi-wapen.
Vrouwen werden tijdens diensten van mannen gescheiden. Voor hen was een galerij op de tweede verdieping gereserveerd. De galerij bevindt zich langs de zuidelijke muur en heeft vijf brede openingen die neerkijken op de aron hakodesj.

## Galerij

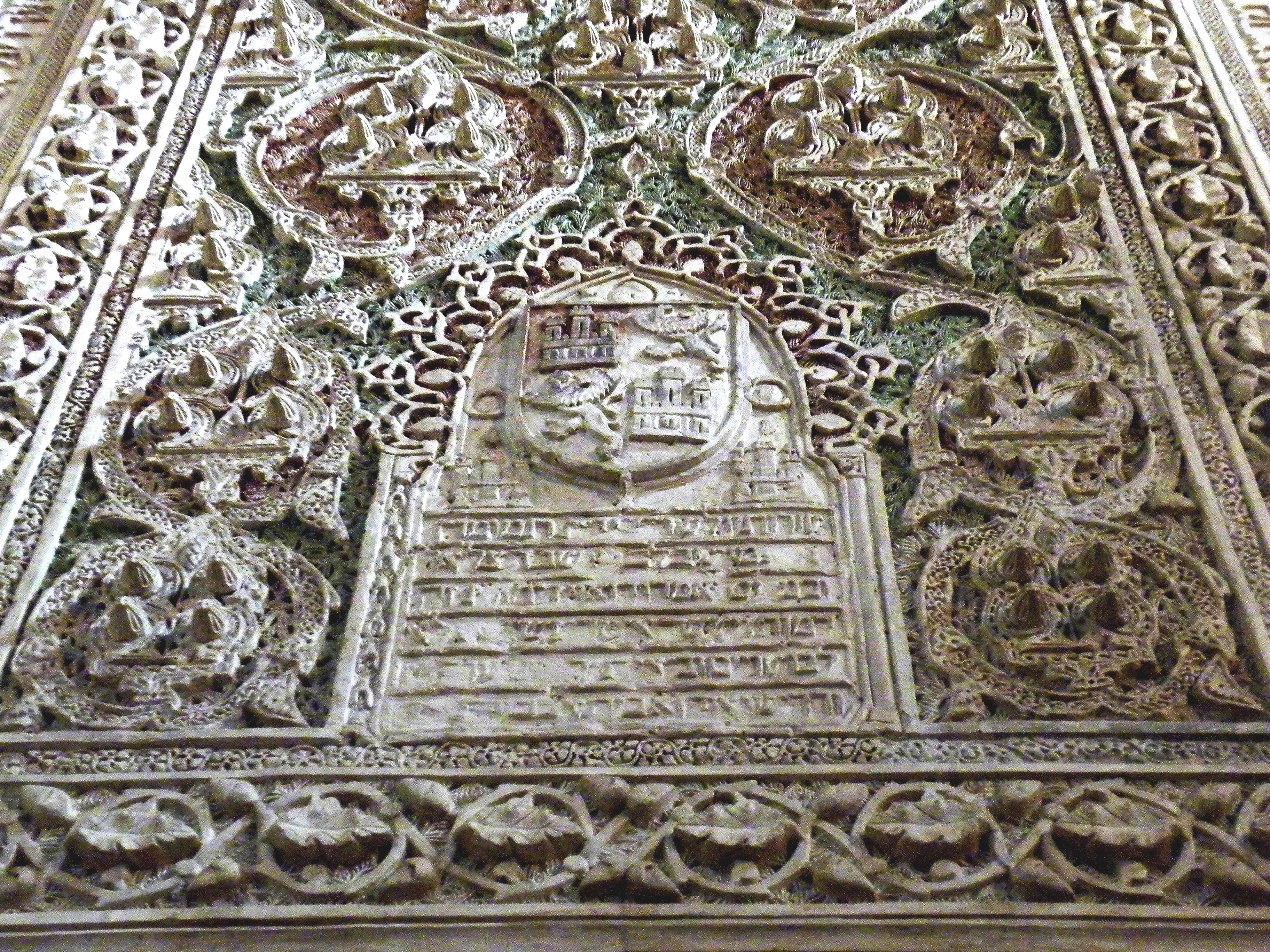
Wapen van Castilië in de synagoge.
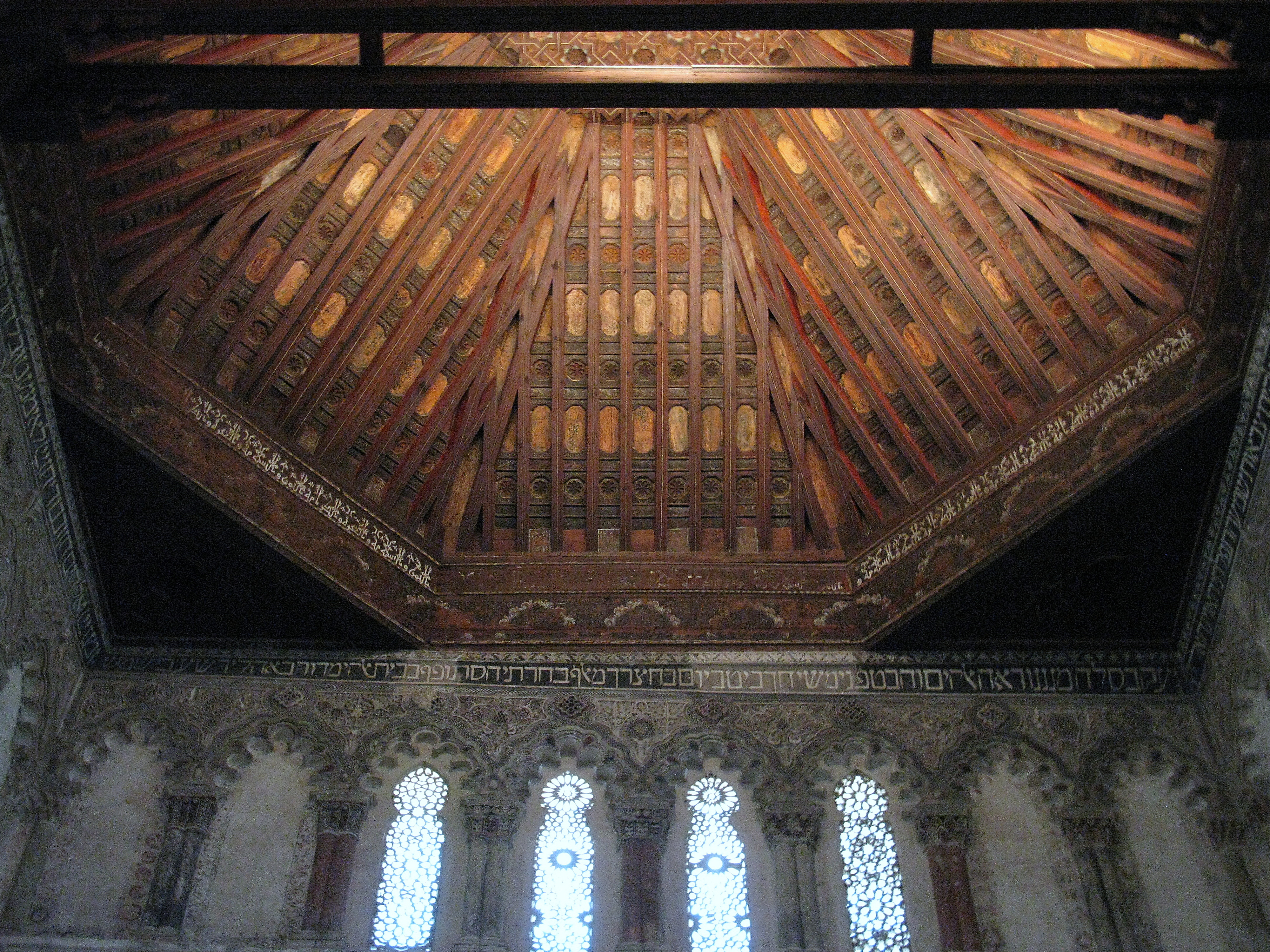
Het houten artesonado-plafond van het gebouw.
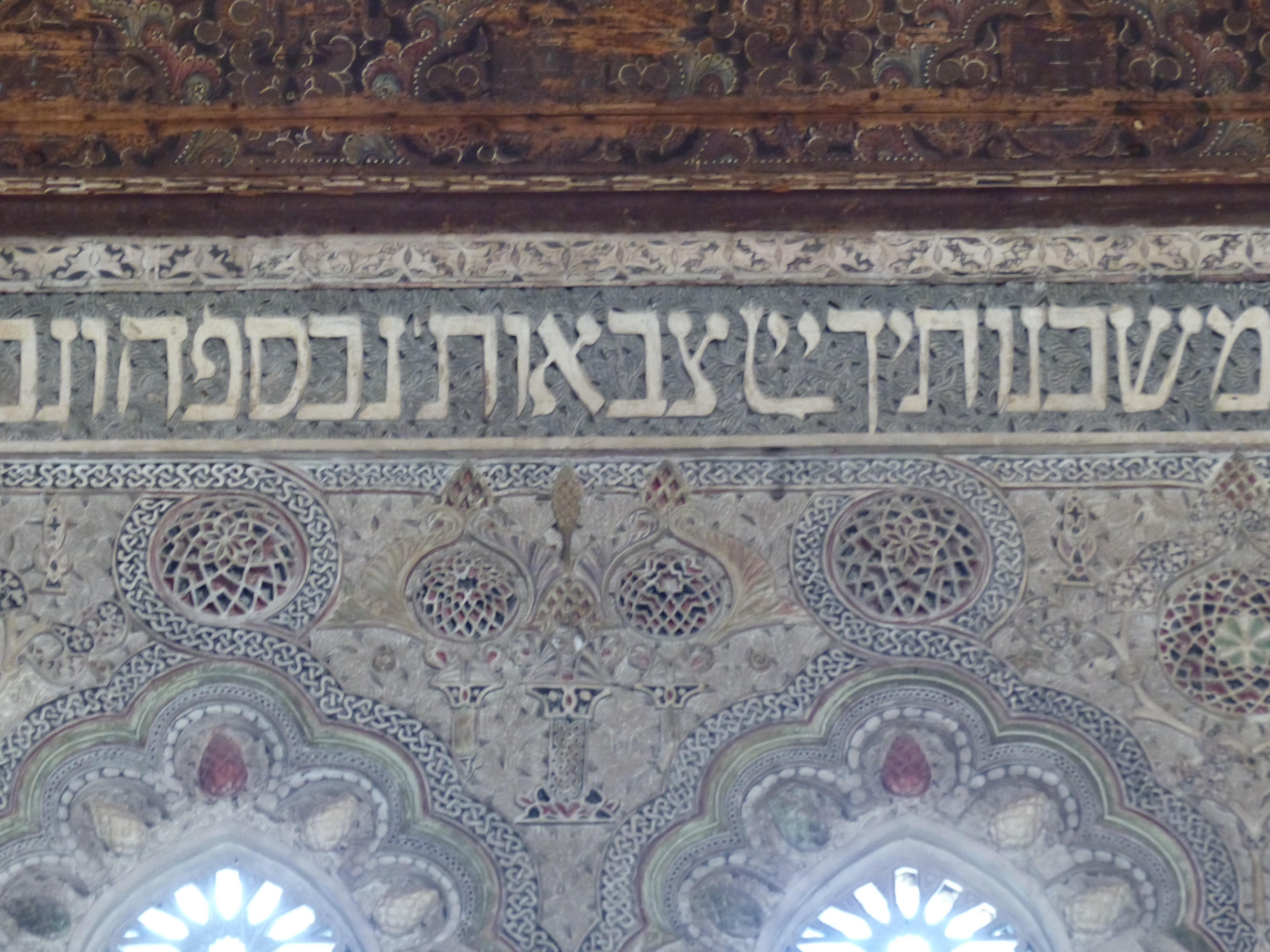
Hebreeuwse typografie in de interieurdecoratie.
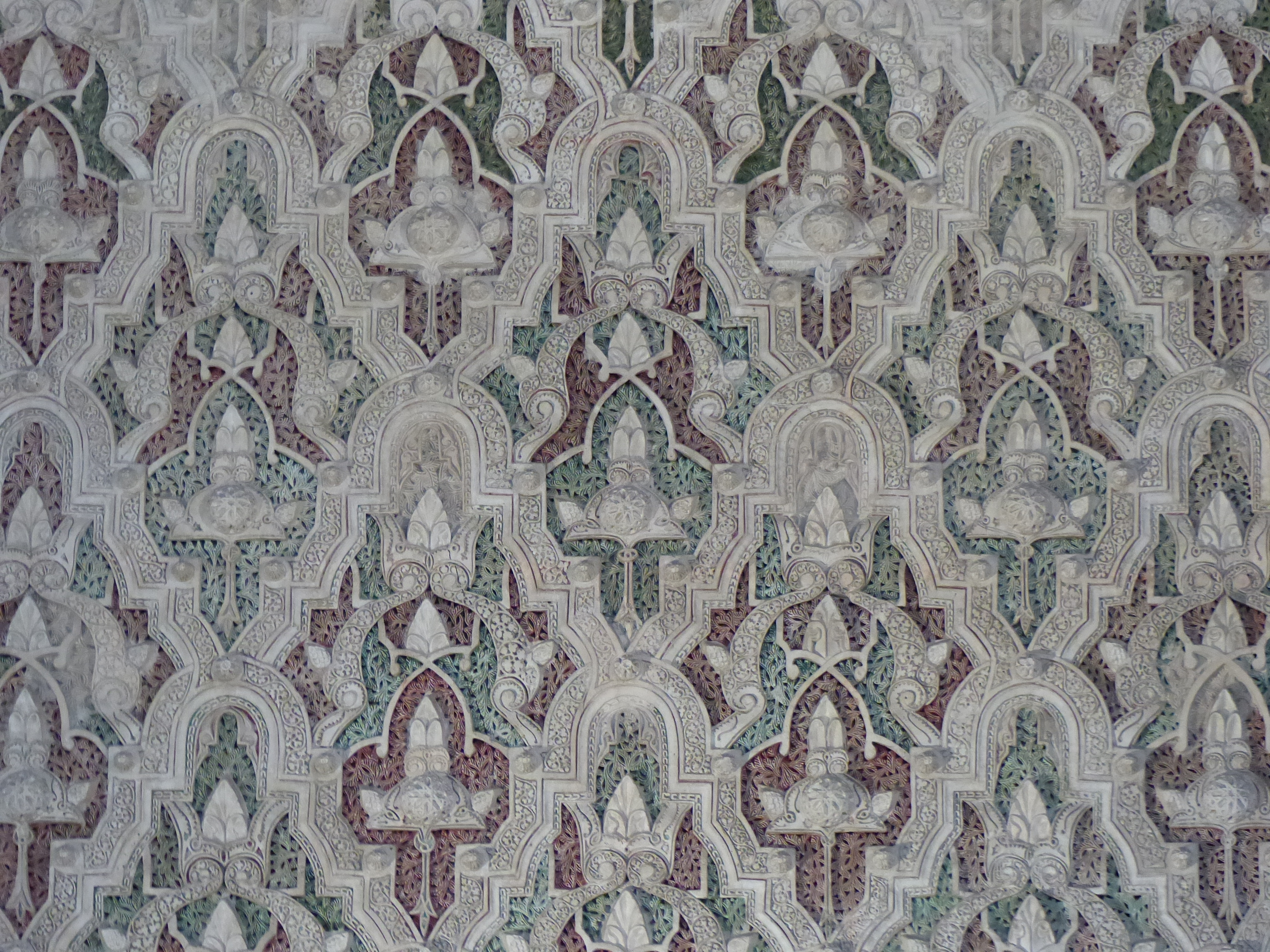
Detail van het reliëf op de ark.